# Bosco (San Giovanni a Piro)
Bosco è una località italiana frazione di San Giovanni a Piro, in provincia di Salerno.

## Geografia fisica
Il paesino sorge alle pendici dell'imponente Monte Bulgheria e si affaccia sul Golfo di Policastro; fa parte del Parco Nazionale del Cilento. Dista circa 4 km dal capoluogo San Giovanni a Piro, 7 km da Scario, 20 km da Sapri, 20 km da Marina di Camerota e 120 km da Salerno.

## Storia
Anticamente chiamato "Villa San Pietro" e successivamente conosciuto anche come "Borgo di San Giovanni a Piro" (soprattutto dopo l'annessione al confinante paese di San Giovanni) o "Bosco de' casali", il piccolo borgo di Bosco nacque a seguito dell'arrivo di alcuni monaci italo - greci, stabilitisi nell'Italia Meridionale dalla Grecia e dalla Macedonia a causa di persecuzioni e guerre. Essi fondarono il Cenobio di San Nicola (oggi semplice Chiesa parrocchiale) che è stata ristrutturata in seguito ai due terremoti del 1980 e del 1982 che la danneggiarono e la resero inagibile e cui stemma riporta la dicitura Capitulum et Canonici Principis apostolorum de urbe (Capitolo e canonici del Principe degli Apostoli dell'Urbe). L'Abbazia sorgeva in un punto strategico e inaccessibile in caso di invasioni. Per circa 500 anni visse con giurisdizione autonoma, come Badia Nullius Dioecesis; il più antico ricordo del glorioso cenobio è un battistero del 1545 che porta incisa la seguente epigrafe: «Hoc opus fieri fecit Abbas Marzius Carllon anno domini 1545» (Fece fare quest'opera l'Abate Marzio Carllon all'anno del Signore 1545). Nel secolo XVI, Papa Pio IV, con la bolla Insuper eminenti (datata 20 giugno 1564), assegnò l'Abbazia di San Nicola al capitolo di San Pietro in Vaticano. Nel 1552 Bosco fu saccheggiata e  incendiata dal corsaro ottomano Dragut Rais Bassà e la stessa sorte toccò a moltissimi paesi cilentani. 
Gli abitanti del Comune, che, proprio grazie alla presenza dei monaci, divenne un grande centro culturale e spirituale, si dedicavano principalmente all'agricoltura e alla pastorizia. Le proprietà private venivano delimitate da elementi naturali quali sentieri, fiumiciattoli e piccole colline. L'abitato era inoltre delimitato da mura che permettevano l'accesso tramite delle vere e proprie porte, come "Porta della terra", che ancora oggi è presente all'interno del paese.

### I Moti Cilentani del 1828
Il 1800 fu decisivo per il Sud: sulla scia della Rivoluzione francese anche nel Meridione si faceva sempre più grande il desiderio di libertà, negata dalla presenza della famiglia dei Borbone che portò un gran malcontento tra i cittadini; tasse alte e crisi di varia natura fecero nascere nell'animo dei cilentani la voglia di riscatto che ben presto si tramutò in una rivolta importante: capitanati dal canonico Antonio Maria De Luca, il 27 giugno 1828 una folta folla di rivoltosi partì da Montano Antilia e passò da Palinuro, proseguì per Centola, Camerota e Licusati, dove trovarono l'appoggio fermo delle intere popolazioni. Successivamente si recarono a San Giovanni a Piro dove però la popolazione non accolse i rivoltosi, anzi decise di opporre resistenza e le loro case vennero saccheggiate. Intanto i ribelli chiesero al Sindaco di Bosco di preparare 500 razioni di cibo e di preparare i cittadini alla rivolta stessa: in caso contrario sarebbe toccata loro la stessa sorte del paese vicino. Il proclama recitava:
«Sig.Sindaco, a vista della presente fate subito pronte cinquecento razioni per cinquecento nazionali e siete avvertito di non fare appartare persona alcuna dal paese, assicurandogli sotto la parola di veri spartani per la loro salvezza. Avvicinatevi però voi con i galantuomini ed il parroco a ricevere la bandiera della Costituzione di Francia, in caso poi che vi negate, vi succederà sicuramente come in questo momento è accaduto al vicino indegno paese di S. Giovanni. Fate dunque tutto quanto e per farvi merito presso noi, a vista della presente: Viva Dio, Viva il Re e la Costituzione di Francia. I Nazionali in capo sono i seguenti: Domenico Capozzoli, Antonio Galotti, Angelo Lerro, Nicola Gammarano, Giuseppe Ferrara, Domenico Antonio De Luca».
La sera stessa i rivoltosi raggiunsero il paese e tutti i cittadini li accolsero festosamente sventolando rami di ulivo mentre le campane suonavano a festa; il parroco Don Rocco Cetrangolo officiò una messa la cui omelia fu tenuta dal canonico De Luca. La marcia proseguì ma purtroppo, arrivati alle porte di San Biase, i cilentani trovarono un folto esercito borbonico comandato dal generale Francesco Saverio Del Carretto che soffocò nel sangue la rivolta patriottica. Il Comune di Bosco fu dato alle fiamme per tre volte a seguito di un regio decreto e venne distrutto completamente il 7 luglio 1828. Il paese fu cosparso di sale per rendere il terreno sterile, in modo che non potesse più rinascere nulla su quel territorio.
Matteo Mazziotti, storico antiborbonico dell'epoca, descrisse così, nel suo libro La rivolta del Cilento 1828 l'incendio di Bosco:
"Una turba di soldati e di gendarmi, eccitati da un feroce impeto di distruzione, ad un segnale convenuto si scaglia violentemente su il povero villaggio, penetrando a viva forza nelle case per espellerne gli abitanti. Molti fortunati avevano già lasciato il paese e trovato scampo in quelli vicini. I miseri cittadini che vi erano rimasti, all'orrenda minaccia della distruzione delle loro case, supplicano atterriti e piangenti che venga loro risparmiata tanta rovina; a scongiurarla vecchi, donne, bambini si addossano alle mura, si stringono a le suppellettili, quasi per perire anch'essi con le pareti domestiche. Invano gli sbirri a colpi di frusta li sospingono fuori, incalzandoli a le reni lontano dal paese. Le poche masserizie vengono gettate a la rinfusa dalle finestre precipitando rumorosamente in mezzo alla strada. Portato il fieno le frasche i gendarmi appiccano il fuoco. Le fiamme a poco a poco si elevano crepitando, investendo le mura, cadono le travi con orribile frastuono, mentre i cittadini pallidi, esterrefatti assistono a breve distanza, alla loro estrema rovina. Il fuoco prosegue la sua opera di distruzione durante la notte, ed ai primi albori, appare un mucchio di rovine fumanti, mura arse, annerite, cadenti. Restò intatta solo la Chiesa, risparmiata da quei vandali per ipocrisia e bigottismo."
Lo scrittore Luigi Settembrini scrisse:
"Prima in Bosco, poi in altri paeselli vicini fu gridato "Costituzione" [...] Tosto re Francesco mandò a furia con ordini severissimi il brigadiere Del Carretto a capo di alcune centinaia di gendarmi. Costui distrusse a colpi di cannone il villaggio di Bosco già deserto d'abitanti; ed incarcerati quanti gli capitavano rei o sospetti, li fe' giudicare da una commissione militare da lui stesso nominata, la quale ne condannò a morte ventidue, e una sessantina a la galera: ottanta ne furono carcerati in Napoli come complici, e sette condannati nel capo. Per questo servigio il Del Carretto ebbe titolo di marchese, grado di maresciallo, e fu tenuto in petto per cose maggiori."
Il generale Francesco Saverio Del Carretto commentò: "S'imponeva con urgenza un esempio capace di terrificare e convertire gli altri malintenzionati. L'incendio di Bosco ha prodotto un notevole cambiamento nei selvaggi e corrotti abitanti del distretto, trasformandoli in gente di tutt'altro genere".
A nulla valsero le parole del Ministro di Polizia Nicola Intonti che, sicuro che l'incendio di Bosco avrebbe messo in cattiva luce il regno borbonico, scriveva a Del Carretto le seguenti parole:
"(...) laddove non si sia ancora eseguita la distruzione del Comune di Bosco e laddove simile distruzione non sia l'effetto di una rivolta armata degli abitanti di detto luogo contro le forze di S.M., oppure di ricettamento volontario dato all'assortimento Capozzoli con associazione allo stesso ed armata resistenza alle forze stesse, Ella voglia rivocare subito gli ordini emessi per la distruzione di detto Comune. Vorrà del pari sospendere qualunque ordine di distruzione potesse avere dato per altri comuni o villaggi. È questa la precisa volontà del Re".

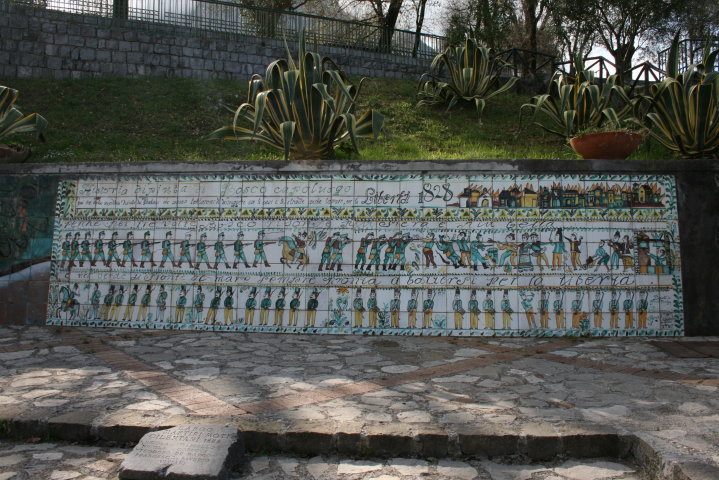
Maioliche raffiguranti l'incendio di Bosco realizzate dal pittore José Ortega all'ingresso del paese

Il re Francesco I, quindi, cercò di ritornare sui suoi passi revocando il decreto ma era ormai troppo tardi: decise così, il 28 luglio 1828 di infliggere la pena più umiliante per gli abitanti, e cioè la soppressione definitiva del Comune. Il decreto recitava:
"Art. 1 - Il Comune di Bosco nel Circondario di Camerota nel Principato Citeriore è soppresso. Il suo nome sarà cancellato dall'albo dei Comuni del Regno. Il suo tenimento è aggregato a quello limitrofo di San Giovanni a Piro.
Art. 2 - Gli abitanti di Bosco potranno fissare il loro domicilio in San Giovanni a Piro o dovunque loro piaccia, ma né essi né altri potranno ricostruire mai più le abitazioni che formavano l'aggregato di quel Comune, né in quel sito ove esisteva, né in altro dell'antico suo tenimento."
Seguirono arresti, condanne, fucilazioni. Il Cilento dovette contare i suoi martiri.
All'entrata del paese, il pittore spagnolo José Ortega ha voluto ricordare questa importante rivoluzione rappresentandola su delle maioliche dipinte che recitano:
"Per tre volte incendiata e distrutta dai Borboni che invano tentarono di distruggere con le case e le strade anche l'amore per la libertà perché per tre volte Bosco risorse più fiera e più bella e nel verde di fronte al mare sempre pronta a battersi per la libertà".
Nello spazio antistante le maioliche, il "Largo Martiri Moti Cilentani", è stata posta una lapide su cui sono stati incisi tutti i nomi dei boschesi che furono giustiziati: Nicola Cariello, Nicola Cobuccio, Francesco Saverio Viviani e Teodoro De Marco.

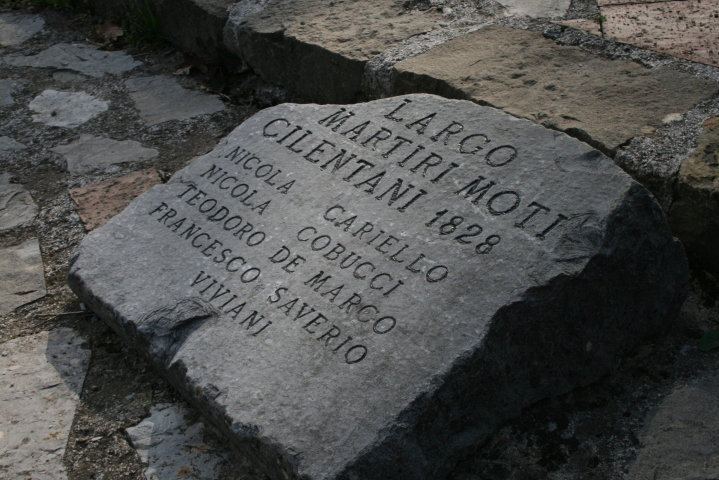
Lapide commemorativa in memoria dei rivoltosi giustiziati durante i Moti Cilentani del 1828

Nella piazza centrale del paese, quella di San Rocco, sono presenti altre due targhe commemorative: su una sono brevemente trascritti i fatti del 1828 e dove è rappresentato il vecchio stemma comunale del paese, sull'altra vi è l'elenco dei caduti dei Moti Cilentani, della prima guerra mondiale e della seconda guerra mondiale.
Lo stemma del Comune di Bosco raffigurava le chiavi di S. Pietro pendenti sotto il Triregno Pontificato e con la scritta "Universitas terrae Bosci" (Università della terra di Bosco).
In occasione del 150º anniversario dell'Unità d'Italia è stato inaugurato ufficialmente il museo dedicato a José Ortega; inoltre gli abitanti del paese hanno rappresentato scenograficamente i Moti del 1828 che videro Bosco uno dei paesi protagonisti di tale rivolta.

## Monumenti e luoghi d'interesse
- Chiesa di San Rocco, sita nell'omonima piazza, cui prime memorie appaiono sin dal XVIII secolo;
- Centro storico (Via San Nicola);
- Chiesa di San Nicola di Bari, un tempo Cenobio italo - greco, in cui si possono ammirare due cimeli storici: un battistero datato 1545 in selce gialla e un'acquasantiera del 1650;
- Piazza Ortega, situata in prossimità di Chiesa San Nicola, conosciuta dagli abitanti come "dietro la Chiesa": da qui si può ammirare un ampio panorama del Golfo di Policastro e delle coste lucane e calabre; il nome deriva dalla presenza della dimora dell'omonimo pittore che sovrasta la piazza. Anticamente l'Abbazia San Nicola comprendeva anche questo spazio;
- Maioliche di José Ortega, situate all'inizio del paese;
- Fontana del "Savuco" (Sambuco), che si trova davanti al murale sopracitato: si raggiunge scendendo 37 scalini ed è conosciuta per la freschezza della sua acqua proveniente dal Monte Bulgheria;
- Museo "Casa Ortega", situato in Piazza Santa Rosalia, era un antico palazzotto ottocentesco adibito, fino agli anni sessanta, a scuola elementare.
- Cappella della Beata Vergine del Carmine, datata 1648 e recentemente ristrutturata; apparteneva alla famiglia boschese degli Ursaia.
- Cappella di Santa Rosalia , del 1600 , riaperta al culto dopo i lavori di restauro terminati nel Luglio del 2020

## José Ortega
Allievo ed amico di Pablo Picasso, dopo essere stato a Matera si stabilì a Bosco per molti anni dopo essere stato esiliato dalla Spagna franchista dell'epoca. Qui trovò una realtà molto vicina a sé: la semplicità e la dedizione verso il lavoro nei campi gli facevano ricordare il suo Paese originario; a tal proposito egli stesso disse:
«Sto bene con voi, perché qui ho trovato un'angoscia ed una miseria che sono quelle della mia gente. Perché i colori sono quelli della mia terra. Sono rimasto perché la pelle dei braccianti è scura e secca, come quella dei contadini spagnoli.»
Per ricordare la strage dei Moti Cilentani, nel 1980 dipinse un murale formato da 196 maioliche all'entrata del paese. Su di esse si legge:
«Historia dipinta di Bosco Capoluogo per tre volte incendiata e distrutta dai borbonici che invano tentarono di distruggere con le case e le strade anche l'amore per la libertà 1828, perché per tre volte Bosco risorse più fiera e più bella e nel verde di fronte al mare pronta a battersi per la libertà».
La sagoma del Monte Bulgheria è stata scolpita da Ortega in una grande pietra che è tutt'oggi situata al centro della piazza dedicata al pittore.
La casa di Ortega, situata nel centro storico del paese, è visitabile e ricca di dipinti e decorazioni di vario genere. Il 17 marzo 2011 è stato aperto ufficialmente il museo "Casa Ortega", che contiene manifesti che inneggiano alla libertà e alla democrazia e numerosi pannelli in cartapesta.

## Infrastrutture e trasporti
Le stazioni ferroviarie più vicine a Bosco sono quelle di Centola e Policastro Bussentino, sulla linea Napoli-Salerno-Reggio Calabria.

## Festività religiose
Nel mese di agosto, precisamente nei giorni 16, 17 e 18 si festeggia San Rocco, protettore del paese, con processioni e feste civili. Si festeggiano inoltre il patrono San Nicola di Bari nel mese di maggio ( 09 Maggio) e dicembre insieme alla Solennità dell'Immacolata concezione (6 - 8 Dicembre) , Sant'Antonio di Padova il 19 giugno, e Sant'Emidio ( 8 agosto).

## Cinema
Dal 21 agosto 2011 e dopo una cerimonia ufficiale, il pluripremiato regista e sceneggiatore Mario Martone è cittadino onorario di Bosco e dell'intero Comune; la sua pellicola Noi credevamo si apre con la scena di un rovinoso incendio appiccato dai soldati borbonici: il paese dato alle fiamme raffigurato nel film è proprio Bosco.

## Galleria d'immagini

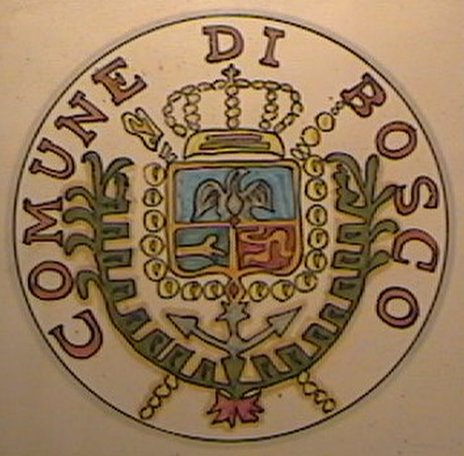
Stemma dell'antico Comune di Bosco
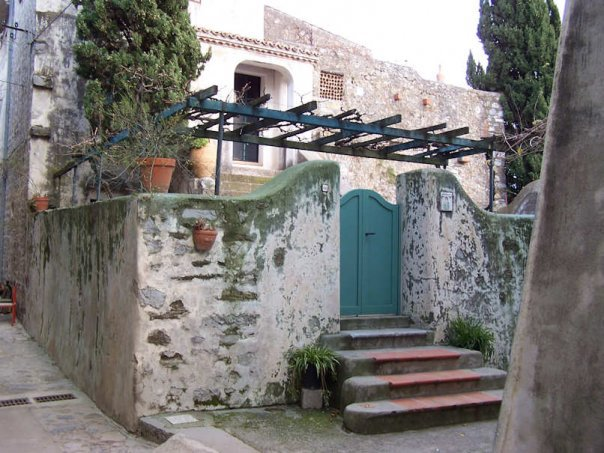
Ingresso della casa di José Ortega
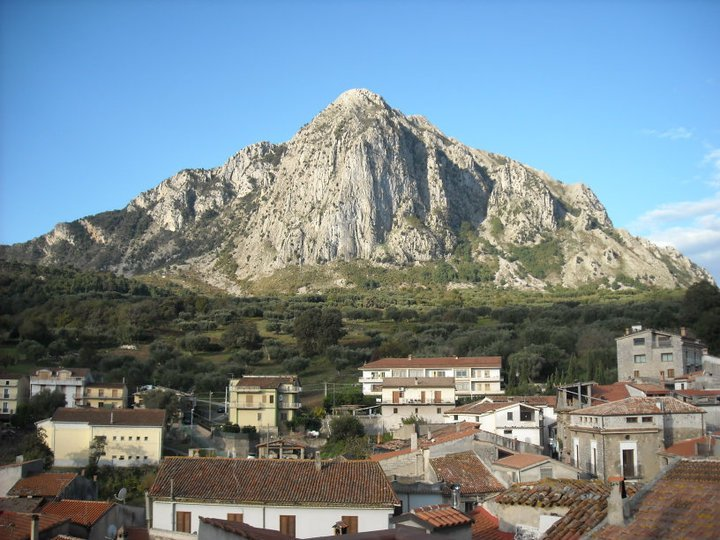
Monte Bulgheria visto da Bosco
Campanile della Chiesa di San Nicola di Bari su cui il 27 giugno 1828 sventolò il Tricolore